# Gas- und Dampfkraftwerk Mellach
Das Gas- und Dampfkraftwerk Mellach (GDK Mellach) ist ein Gas-und-Dampf-Kombikraftwerk in der österreichischen Gemeinde Fernitz-Mellach, in der Steiermark nahe Graz. Mit einer elektrischen Leistung von 838 MW ist es das leistungsstärkste Kraftwerk in Österreich. Es wird aus wirtschaftlichen Gründen derzeit (Stand: Februar 2017) nur zur überregionalen Netzstützung eingesetzt.

## Lage
Das Kraftwerk befindet sich im Südosten des kombinierten Kraftwerksstandort, der sich über beide Uferbereiche der Mur zwischen den Ortschaften Neudorf ob Wildon (westlich der Mur) und Dillach (östlich der Mur, südlicher Ortsteil Mellachs) erstreckt. In unmittelbarer Nähe befinden sich das kohlebetriebene (mittlerweile Gas betriebene) Fernheizkraftwerk Mellach (ebenfalls östlich der Mur) das stillgelegte Öl und Gas Fernheizkraftwerk Neudorf-Werndorf (westlich der Mur) sowie dazwischen das Laufwasserkraftwerk Mellach an der Mur.
Das Gas- und Dampfkraftwerk Mellach ist das leistungsfähigste Kraftwerk Österreichs. Der Besitzer und Betreiber des Kraftwerkes ist die österreichische Verbund AG. Die elektrische Gesamtleistung beträgt 838 MW bei einem Wirkungsgrad von 59,2 %. Die CO2-Emissionen betragen ca. 350 g/kWh. Zusätzlich ist noch eine thermische Fernwärmeauskopplung von 400 MW möglich. Planungsbeginn war im Jahr 2003, Baubeginn Februar 2009, Eröffnung 2011.
Mit der veränderten Situation am europäischen Strommarkt und insbesondere stark fallender Börsenstrompreise 2007 wurde das Kraftwerk aufgrund seiner Position in der Merit-Order zunehmend unrentabel. Im Jahr 2014 wurde eine temporäre Stilllegung für voraussichtlich 4 bis 5 Jahre beschlossen. Hauptursache für die rückläufigen Börsenpreise waren der Einbruch der Preise für Emissionsrechte im EU-Emissionshandel, während der Ausbau der Erneuerbaren Energien, der in der öffentlichen Debatte als Hauptursache für diesen Rückgang gilt, nur einen geringen Effekt hatte. Ebenfalls eher gering war der Effekt der gefallenen Brennstoffpreise sowie die gesunkene Stromnachfrage.
Das Kraftwerk dient derzeit (Stand: Februar 2017) der Versorgungssicherheit auf dem Strommarkt.

## Technische Daten
Das GDK Mellach besteht aus zwei gemeinsam errichteten und technisch praktisch identischen Blöcken, die jeweils mit einem eigenen Schornstein versehen sind. Beide Blöcke beinhalten sowohl eine Gasturbine als auch eine Dampfturbine sowie einen Stromgenerator. Die Nennleistung der Kraftwerksblöcke beträgt jeweils 700 MW thermisch und 419 MW elektrisch, wobei zusätzlich auch eine thermische Fernwärmeauskopplung von jeweils 200 MW via einer gemeinsamen Fernwärmeleitung zur Versorgung der Großstadt Graz vorgesehen ist. Insgesamt kann dieses GDK also bis zu 838 MW elektrisch und gleichzeitig bis zu 400 MW thermisch liefern.
Block 1 der Anlage besitzt im Gegensatz zu Block 2 keinen Kühlturm. Block 1 leitet die Wärme, welche nicht der Fernwärmeleitung zugeführt wird, in die angrenzende Mur ein.
| GDK Mellach | Gasturbine | Dampfturbine | Generator   |
| ----------- | ---------- | ------------ | ----------- |
| Block 1     | SGT5-4000F | SST5-5000    | SGen5-2000H |
| Block 2     | SGT5-4000F | SST5-5000    | SGen5-2000H |